# Bolotnîțea, Narodîci
Bolotnîțea (în ucraineană Болотниця) este localitatea de reședință a comunei Bolotnîțea din raionul Narodîci, regiunea Jîtomîr, Ucraina.

## Demografie
Componența lingvistică a localității Bolotnîțea
     Ucraineană (95,21%)
     Română (3,19%)
     Rusă (1,28%)
     Alte limbi (0,32%)
Conform recensământului din 2001, majoritatea populației localității Bolotnîțea era vorbitoare de ucraineană (95,21%), existând în minoritate și vorbitori de română (3,19%) și rusă (1,28%).